# 覇王 (映画)
『覇王』（はおう）は、2016年および2017年公開の小沢和義監督の映画。山口祥行主演。『覇王 凶血の系譜』I・Ⅱ、『覇王 凶血の連鎖』Ⅲ・Ⅳ、『覇王V 群狼の血脈』の5作まで製作、公開されている。

## ストーリー
江戸中期、現在の新宿区にあたる宿場町、内藤新宿をなわばりとして端を発する内藤新宿一家。
鷲尾の血統に属する者だけが一家長となることが許されるヤクザでは異色の世襲制の伝統を継ぐ日本最古の博徒組織である。
十二代目総長を襲名した鷲尾軍司（小沢仁志）は、新宿闇社会にかっこたるなわばりを示し、
抗争の仲裁、他府県のヤクザ組織、外国マフィアの流入を防ぐことなどを目的した、親睦連絡団体、在京四社会（内藤新宿一家、新宿木場一家　銀星会、大川会）を発起し、関東ヤクザ社会に戒律をもたらしたカリスマ親分として全国に有名を轟かせていた。

## キャスト
内藤新宿一家
- 十二代目内藤新宿一家総長 鷲尾軍司(十一代目鷲尾稀龍の養子) - 小沢仁志（1）
- 十二代目内藤新宿一家顧問 土岐雅彦 - 渡辺裕之（1）
- 内藤新宿一家舎弟頭 金丸友記 - 加藤雅也（1・2）※友情出演
- 内藤新宿一家舎弟頭補佐 司馬晶 - 井田國彦
- 内藤新宿一家舎弟頭補佐 土岐零時 - 山口祥行
- 内藤新宿一家舎弟頭補佐 豊武雄 - 黒石高大
- 内藤新宿一家組員 ワタナベ - SHU
- 内藤新宿一家組員 ハシヅメ - 舘昌美
- 内藤新宿一家組員 - 本田広登
- 鷲尾大河(十二代目鷲尾軍司の実子) - 落合晴音 ※子役
- 鷲尾清春(十一代目鷲尾稀龍の嫡男) - 小沢和義
- 鷲尾稀龍(十一代目内藤新宿一家総長) - 堀田真三（2）
- 内藤新宿一家元舎弟 大神秀義 - 冨家規政（3・4・5）
- 内藤新宿一家 ヨシオカ - 中野裕斗（3・4・5）
- 内藤新宿一家 司馬の舎弟 ヤマシロ - 藤重政孝（3・4）
- 内藤新宿一家組員 - 天馬唯仁（4）

新宿木場一家
- 新宿木場一家総長 中野哲 - 坂田雅彦（1）
- 新宿木場一家幹部 水戸昇一 - 川本淳市（1）
- 新宿木場一家組員 横井貴洋 - 大賀太郎（1）

大川会
- 大川会若頭 藤田成徳 - 鈴木隆仁（2）
- 大川会若頭補佐 三原清治 - 崔哲浩（2）

銀星会
- 銀星会会長 北沢辰彦 - 桑田昭彦（2）

大阪 難波会
- 難波会会長 雪村正臣 - 宇梶剛士（4）
- 難波会若頭 ハンザワ - 小西博之（4・5）
- 難波会松浪組組長 松浪康照 - 島津健太郎
- 難波会松浪組若頭 山本滋 - 北代高士
- 難波会松浪組若頭補佐 大久保聖人 - 川原英之
- 難波会若頭補佐 クラウチ - 日向丈（4・5）
- 難波会組員 - 小林祐久（4）

九州 田平会
- 九州 田平会若頭 陣内尚之 - 小柳心（2・3・4）

警察
- 警視庁内部局 警視正 相川 - 中野英雄
- 新宿警察署 組織犯罪対策課 墨田崇(マル暴刑事) - 工藤俊作
- 新宿警察署 組織犯罪対策課 巡査部長 秋葉眞一(マル暴刑事) - 本宮泰風
- 新宿警察署 組織犯罪対策課 - 中山こころ
- 榊原利彦 ※友情出演

その他
- 難波会松浪組大久保聖人の客 - 小手山雅（1）
- 鷲尾清春の子分：寺中寿之（2）
- スズ - 岩佐真悠子（3）

ナレーション
- 中野裕斗

## スタッフ
- 監督：小沢和義
- Plan of OZMA
- 製作：及川次雄（コンセプトフィルム）
- 営業統括：人見剛史（オールイン エンタテインメント）
- 企画：太田雅之（オールイン エンタテインメント）
- プロデューサー：服巻泰三
- 脚本：松平章全
- ラインプロデューサー：川上泰弘
- 撮影：今井裕二
- 照明：大町昌路（1・2）→大町昌路・藤井隆二（3・4・5）
- 録音：山田均（1・2）→臼井勝（3・4・5）
- 美術：中谷暢宏（1・2・3）→藤原慎二（4・5）
- 衣裳：宮田弘子
- メイク：梅原麻衣子・清水深優（1・2）→上田忍・坂口佳那恵（3・4・5）
- 助監督：村田啓一郎（1・2）→篠塚周馬（3・4・5）
- 制作担当：森満康巳・星孝行（1・2）
- ガンエフェクト：遊佐和寿（1・2）→早川光(シャイニング)（3・4・5）
- 技斗：所博昭（1・2）→玉寄兼一郎・津村雅之・古口拓也・田中到（3・4・5）
- 操演：大宮敏明（1・2）
- 特殊メイク：新田目珠里麻（1）→新田目珠里麻(ジュリア)・小澤麻里亜(マリア)（2・3・4・5）
- オープニングCG：恒川岳彦（1・2）
- 編集：恒川岳彦
- VFX：遊佐和寿（1・2）→恒川岳彦（3・4・5）
- 音楽：SHU
- 効果・整音：藤本淳（1・2）
- 音響効果：藤本淳（3・4・5）
- 持道具：大島政幸（1・2）
- EED：スタジオミック（3・4・5）
- スチール：大蔵俊介
- 制作進行：高橋徹男（1・2）→金沢勇大・前橋浩一・貝原クリス亮（3・4・5）
- 主題歌：ROGUE「夏の少年1984」
lyics・composition：Macoto.kagawa
- 衣裳協力：BLACK SIGN(加藤雅也 衣裳)（1・2）、MAD STAR
- 制作：ソリッドフィーチャー
- 製作・発売元：コンセプトフィルム
- 販売元：オールイン エンタテインメント

## DVDリリース
| タイトル           | ジャケットコピー                                 | セルリリース日 | 備考         |
| ------------------ | ------------------------------------------------ | -------------- | ------------ |
| 覇王I 凶血の系譜   | 仁をもって義をなす 義によって仁を尽くす          | 2016/10/25     | 劇場公開作品 |
| 覇王II 凶血の系譜  | 大義と大義が交わるとき──凶血の果て、その仁義とは | 2016/12/25     | 劇場公開作品 |
| 覇王III 凶血の連鎖 | 極道の血統──果たすべき大義──                     | 2017/03/25     | 劇場公開作品 |
| 覇王IV 凶血の連鎖  | 歴史は繰り返されるのか──新しい血が覆すのか──     | 2017/04/25     | 劇場公開作品 |
| 覇王V 群狼の血脈   | 裏切りと哀しみの抗争は、最期に一体何を残すのか── | 2017/06/25     | 劇場公開作品 |